# Canena
Canena er en by og kommune i det sydlige Spanien i provinsen Jaén. Den har et indbyggertal på 1.761 (2024) indbyggere.